# Parco nazionale del Karoo
Il parco nazionale del Karoo (Karoo National Park in inglese) è un parco nazionale del Sudafrica
situato nell'area semi-desertica del Grande Karoo, nella provincia del Capo Occidentale in Sudafrica, nei pressi di Beaufort West, ai piedi della catena montuosa del Nuweveld.

## Territorio

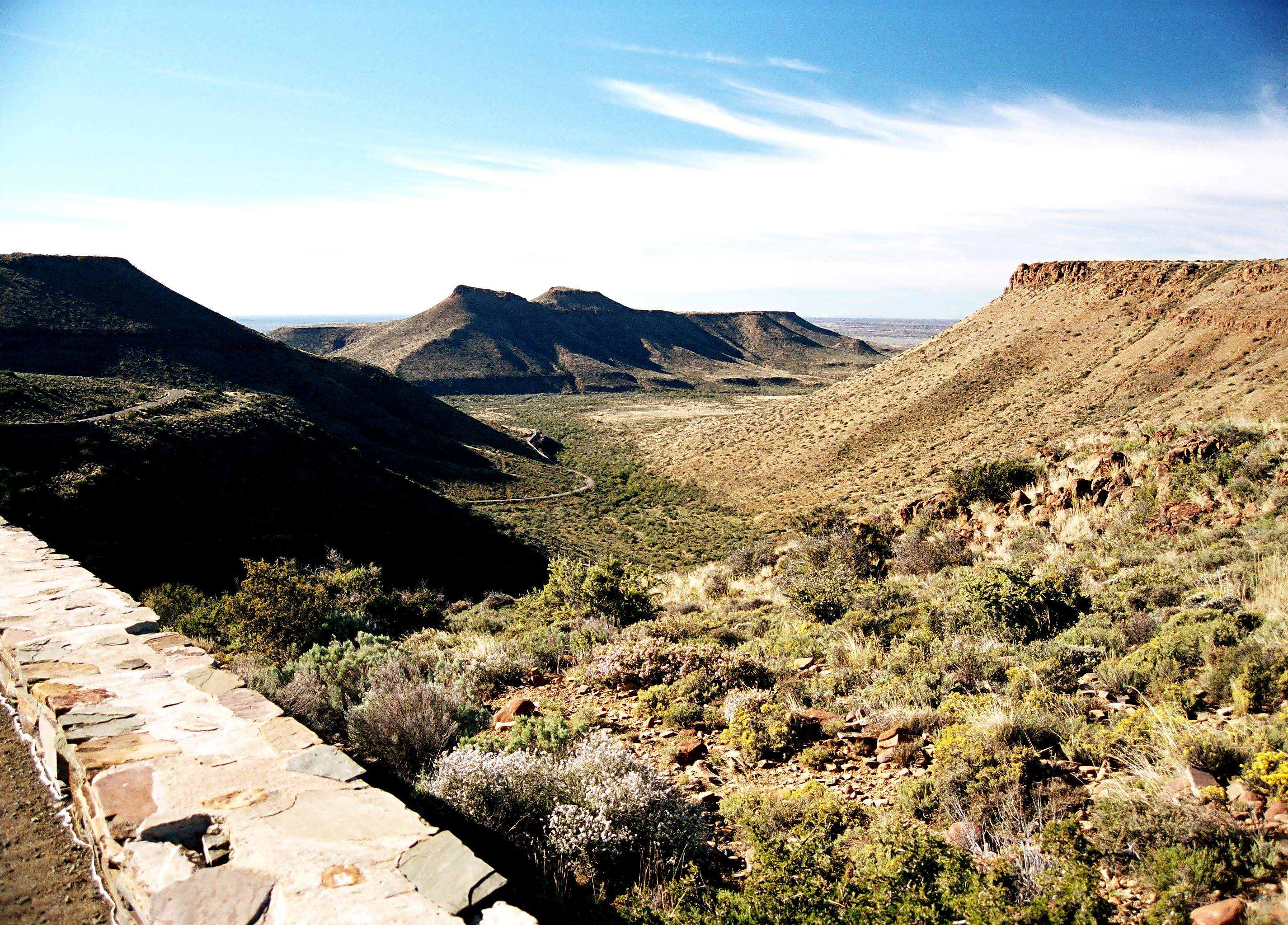
Karoo National Park, panorama invernale

All'origine, il territorio gestito era all'80% montagnoso e al 20% pianeggiante; in seguito furono gradualmente annesse nuove zone di plateau semidesertico. Questo processo di ampliamento del parco ha comportato anche l'acquisto dei terreni di grandi fattorie come Doringhoek e Sandrivier. Attualmente, l'amministrazione del Karoo National Park sta cercando un accordo per includere anche le proprietà di Gamka Dam e Grootplaat, a nordest del parco; l'obiettivo è quello di raggiungere un'estensione totale di 1.000.000 km². La zona di Gamka Dam è particolarmente importante perché costituisce l'habitat di alcune specie di uccelli acquatici che non si trovano altrove nel Karoo. L'ampliamento territoriale ha anche lo scopo di contrastare la principale minaccia all'ecosistema del parco, che deriva dall'uso di fitofarmaci nelle fattorie circostanti.

## Fauna
Il parco ospita numerose specie animali del deserto africano, fra cui l'aquila nera africana, la zebra di montagna del Capo, lo springbok, e numerose specie di rettili, incluse cinque diverse specie di testuggini e due specie di camaleonti. È inoltre un luogo rinomato per il bird watching, con oltre 200 differenti specie di uccelli; tra le specie tipiche della zona si possono citare l'astore cantante chiaro, il gheppio maggiore, il falco pigmeo, l'otarda nera e l'otarda del Karoo, il tordo formichiere meridionale, il corrione doppiabanda, il succiacapre guancerossicce, la cappellaccia beccogrosso, il picchio di terra, il canarino dalla testa nera e numerose specie di allodole, tra cui l'allodola del Karoo, l'allodola di Stark, l'allodola spinosa e l'allodola passerina. Fra le specie in pericolo che vengono protette nel parco ci sono il rinoceronte nero e il rarissimo coniglio fluviale. All'interno del parco si trovano anche diversi siti in cui si possono ammirare i celebri fossili del Karoo.

### Il progetto Quagga

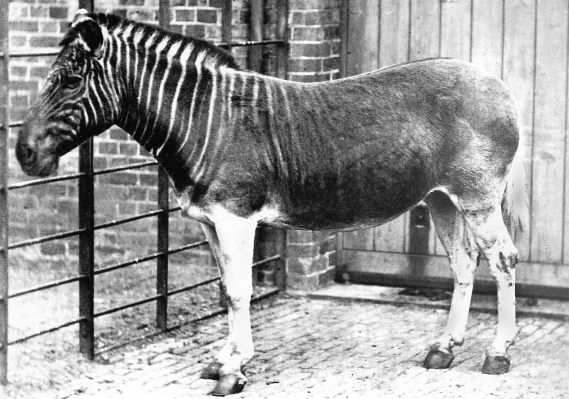
Uno degli ultimi esemplari di quagga

Il Karoo National Park è anche noto per il cosiddetto "Progetto Quagga". Il progetto, guidato dal tedesco Reinhold Rau, si propone di ricreare il quagga, un animale simile alla zebra estinto dai cacciatori alla fine del XIX secolo, attraverso una pratica nota come breeding back. L'idea originale venne proprio da Rau, che lavorava come tassidermista per il South African Museum di Città del Capo. Mentre stava restaurando un quagga impagliato, Rau trovò sotto la pelle dell'animale parti di sangue e muscolo disidratati. Su questi tessuti fu possibile eseguire un'analisi del DNA, arrivando a provare che il quagga non era una specie indipendente, ma una sottospecie della zebra delle pianure. Sulla base di questa scoperta, Rau suggerì di riportare alla luce il corredo genetico del quagga attraverso incroci controllati fra zebre selezionate per la loro somiglianza fisica con i quagga originali. Le zebre adatte a questo progetto furono selezionate in numerosi parchi del Sudafrica e della Namibia, e nel 1987 il progetto di incroci ebbe inizio. Oggi, il parco del Karoo ospita circa 53 individui, molti dei quali assomigliano abbastanza ai quagga; un piccolo con striature quasi identiche a quelle dei quagga è nato nel 2005.